# 開田可可鮋
開田可哥鮋為輻鰭魚綱鮋形目鮋亞目絨皮鮋科的其中一種，為溫帶海水魚，分布於西北太平洋日本八丈島海域，體長可達5公分，棲息在底層水域，生活習性不明。

## 扩展阅读
維基物種上的相關：開田可哥鮋